# تولید قهوه در تانزانیا

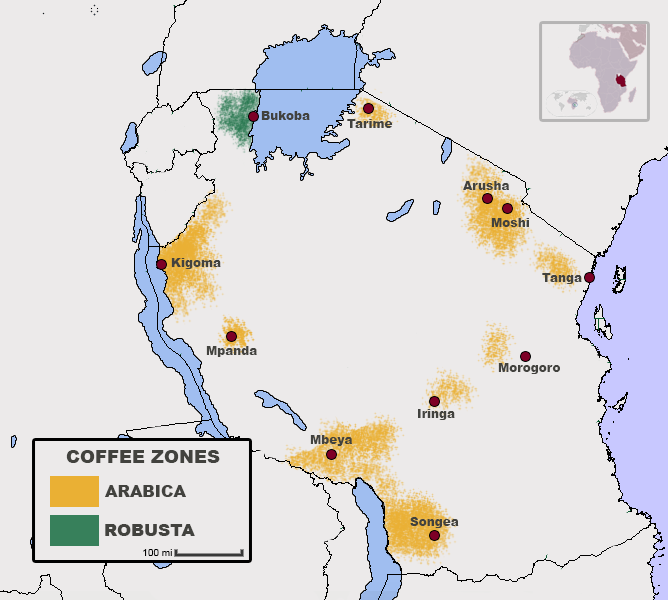
یازده ناحیهٔ تولید صنعت قهوه در تانزانیا، با در نظر گرفتن نوع قهوه.

تولید قهوه در تانزانیا به علت اینکه بزرگ‌ترین محصول صادراتی این کشور است، جنبه با اهمیت اقتصاد تانزانیا است. به‌طور متوسط، تولید قهوه تانزانیا، بین ۳۰٬۰۰۰ تا ۴۰٬۰۰۰ تن در سال است که به‌طور تقریبی ۷۰ درصد آن از نوع عربیکا و ۳۰ درصد آن از نوع روبوستا می‌باشد.
نه منطقهٔ اصلی رویش قهوه عربیکا در نواحی زیر هستند:
1. ایرینگا
2. کیگوما
3. ارتفاعات متنگو
4. امبیا
5. امبینگا
6. موروگورو
7. نگارا
8. کلیمانجارو شمالی
9. کوه‌های اوسامبارا

منطقهٔ اصلی رویش قهوه روبوستا، ناحیهٔ بوکوبا در استان کاگرا است.